# God natt, Alfons Åberg
God natt, Alfons Åberg är en barnbok skriven av Gunilla Bergström, och utgiven 1972. En animerad filmatisering sändes första gången i Sveriges Television den 2 januari 1980. Berättelsen finns också inläst på kassett från 1980.
Berättelsen är en av titlarna i boken Tusen svenska klassiker (2009).

## Handling
Klockan är nio på kvällen, men Alfons vill inte gå och lägga sig. Pappan läser då en saga om en häst. Alfons kommer sedan på att han glömt att borsta tänderna, och går upp för att göra det. Sedan kommer han på att han är törstig, och då han druckit färdigt upptäcker han att han spillt och pappan får torka. Sedan blir Alfons kissnödig, och pappan får hämta en potta.
Sedan får Alfons för sig att det finns ett lejon i garderoben, och pappan måste leta, men hittar inget och menar att lejon oftast inte finns i garderober. När Alfons sedan vill ha nallen, hittar pappan inte den. Han letar i badrummet, men hittar den i stället längst in under soffan. Men då pappan dröjer går Alfons ut ur rummet, och hittar pappan, sovande på golvet. Nallen ligger bredvid, och Alfons lägger ett täcke över pappan. Sedan går Alfons och lägger sig och somnar.

### Fotnoter
1. ↑  ”God natt, Alfons Åberg” (på engelska). Worldcat. 11 mars 1972. https://www.worldcat.org/title/god-natt-alfons-aberg/oclc/61063007&referer=brief_results. Läst 15 januari 2015.
2. 1 2  Gradvall et al 2009, #332
3. ↑  ”SVT, TV2 1980-01-02”. Svensk mediedatabas. 2 januari 1980. http://smdb.kb.se/catalog/id/001690200. Läst 16 januari 2015.
4. ↑  ”Alfons Åberg”. Svensk mediedatabas. 11 mars 1980. http://smdb.kb.se/catalog/id/001884574. Läst 7 september 2012.